# 南極のニンゲン
南極のニンゲン（なんきょくのニンゲン）は、巨大掲示板サイト2ちゃんねるのオカルト板で2002年5月に創造された、未確認生物の都市伝説。海中にすむ生物で南極に出現するものをニンゲン、北極に出現するものをヒトガタと呼ぶ。

## 概要
日本の調査捕鯨船の乗組員が目撃したとされている、全身が真っ白で全長数十メートルの生命体。学習研究社の雑誌『ムー』では、フライング・ヒューマノイド、海坊主と関連付けられ、同一の存在ではないかという推測を立てている。『ムー』2007年11月号にはGoogle Earthにニンゲンが写りこんでいるという記事がある。

## タイプ
- 人間同様両手両足がそろっているもの[3][5]。
- 五本指の両手があり足がヒレになっているもの。
- 人間の上半身が連結したような形になっているもの。

## 都市伝説と捕鯨
ヒトガタは一部で調査捕鯨の科学的な信憑性が揺らぐため、その情報が隠蔽されているとされていると噂されているが、近藤勲の『日本沿岸捕鯨の興亡』（山洋社）によると、操業違反がばれないように、新種と見られるクジラに関する情報を自主的に隠蔽した事例や脚のあるマッコウクジラの脚の部分だけを切り取って（資源保護の観点から、捕鯨が禁じられた幼体であったため）標本にした事例が記されている。